# Championnat de Suède de baseball
Fondé en 1963, le championnat de Suède de baseball est une compétition mettant aux prises les meilleures équipes de Suède. L'édition 2011 de l'Elitserie se décompose en deux parties : saison régulière du 3 mai au 4 septembre puis phase finale en septembre avec demi-finales, puis finale au meilleur des cinq matchs.
Le nombre des équipes de l'élite est variable selon les saisons : 8 en 2004, 7 en 2005, 6 en 2006, 7 en 2007 puis 8 depuis 2008. Il existe en outre deux niveaux sous la division d'élite : la D1 (6 équipes en 2007) et la D2 (deux groupes : Nord avec 7 équipes en 2007, et Sud avec 6 équipes en 2007).
Le champion prend part à l'European Cup Qualifier, phase qualificative pour la Coupe d'Europe de baseball.

## Les clubs de l'édition 2011
| \| Karlskoga Bats Göteborg Hajarna Stockholm BSK Sundbyberg Heat Leksand Lumberjacks Akademin Alby Stars Gefle BC \| Localisation des clubs engagés dans le championnat. |
| Karlskoga Bats Göteborg Hajarna Stockholm BSK Sundbyberg Heat Leksand Lumberjacks Akademin Alby Stars Gefle BC                                                           |

La saison débute le 3 mai.
- Karlskoga Bats
- Göteborg Hajarna
- Stockholm BSK
- Akademin
- Alby Stars
- Gefle BC
- Leksand Lumberjacks
- Sundbyberg Heat

## Palmarès
| Année | Champion    |
| 1963  | Solna       |
| 1964  | Leksand     |
| 1965  | Wasa        |
| 1966  | Wasa        |
| 1967  | Leksand     |
| 1968  | Leksand     |
| 1969  | Leksand     |
| 1970  | Leksand     |
| 1971  | Leksand     |
| 1972  | Leksand     |
| 1973  | Bagermossen |
| 1974  | Bagermossen |
| 1975  | Leksand     |
| 1976  | Bagermossen |
| 1977  | Bagermossen |

| Année | Champion    |
| 1978  | Leksand     |
| 1979  | Leksand     |
| 1980  | Bagermossen |
| 1981  | Leksand     |
| 1982  | Leksand     |
| 1983  | Leksand     |
| 1984  | Sundbyberg  |
| 1985  | Sundbyberg  |
| 1986  | Sundbyberg  |
| 1987  | Leksand     |
| 1988  | Leksand     |
| 1989  | Skelleftea  |
| 1990  | Skelleftea  |
| 1991  | Skelleftea  |
| 1992  | Skelleftea  |

| Année | Champion   |
| 1993  | Skelleftea |
| 1994  | Skelleftea |
| 1995  | Skelleftea |
| 1996  | Leksand    |
| 1997  | Leksand    |
| 1998  | Leksand    |
| 1999  | Skelleftea |
| 2000  | Alby       |
| 2001  | Rattvik    |
| 2002  | Rattvik    |
| 2003  | Sundbyberg |
| 2004  | Leksand    |
| 2005  | Leksand    |
| 2006  | Sundbyberg |
| 2007  | Karlskoga  |

| Année | Champion  |
| 2008  | Stockholm |
| 2009  | Stockholm |
| 2010  | Karlskoga |